# Tramway Tinja - Ferryville - Arsenal

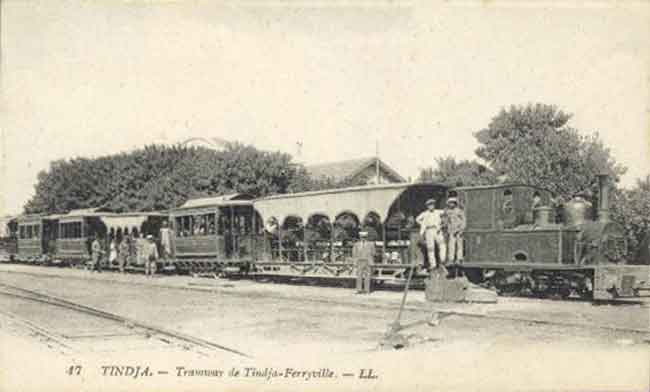
Un train en gare de Tinja

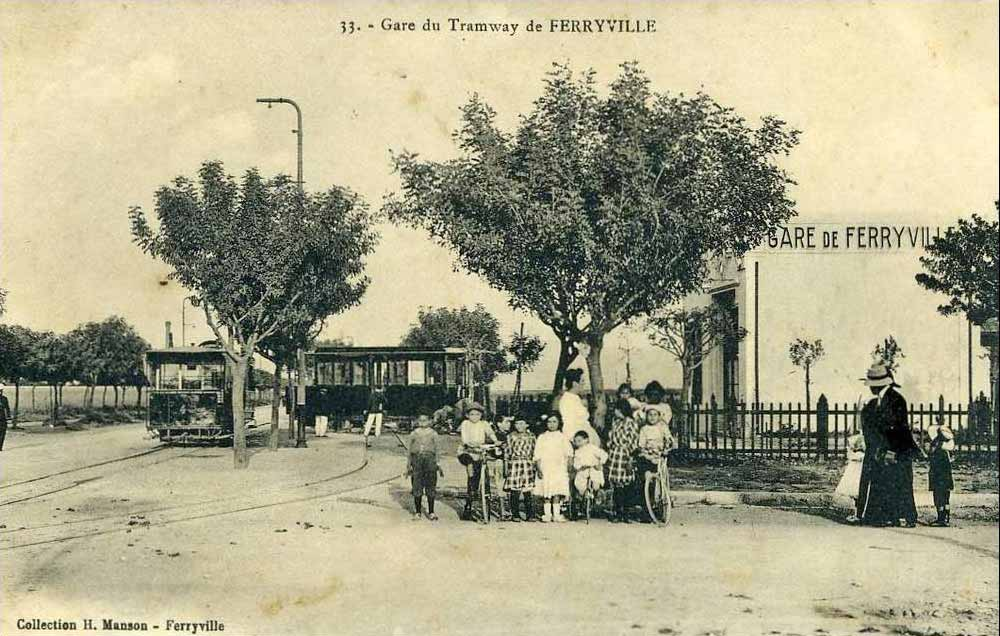
Automotrice en gare de Ferryville

Le tramway Tinja - Ferryville - Arsenal  est une ligne de tramway tunisienne qui a fonctionné entre 1903 et 1935.

## Histoire
La Compagnie du tramway Tindja - Ferryville - Arsenal et prolongements est créée en 1903 ; son siège est à Tinja. Elle se substitue à MM. Favrot, Huet et Perdu à qui avait été attribuée la concession.
À l'origine l'exploitation se fait par traction animale avec une voie à l'écartement de soixante centimètres.  
La compagnie signe une convention avec le ministère de la Marine en 1913 : la voie est reconstruite à l'écartement métrique, la traction à vapeur est utilisée ainsi que l'emploi d'automotrices à essence.
Le tramway disparaît à la fin des années 1940.

## Ligne
- Tinja - Ferryville - Arsenal (quatre kilomètres) : ouverture en 1903